# Étienne Pellot
 (juillet 2013).
Pour les articles homonymes, voir Pellot.
Étienne Pellot « Montvieux », dit « le Renard basque », né le 1er septembre 1765 à Hendaye et mort le 2 avril 1856 dans cette même ville, est le dernier corsaire français connu.

## Biographie
Mousse à 13 ans, il prend son premier commandement à 23 ans.
Corsaire réputé pour sa bravoure et ses succès, libre penseur et dernière grande figure de la course en mer, il est fait prisonnier à plusieurs reprises et entreprend avec succès plusieurs évasions périlleuses. En 1812, sa tête était mise à prix à cinq cents guinées, une somme considérable à l'époque.
Certains de ses navires, notamment les Deux-Amis et Le Général Augereau, sont entrés dans la légende corsaire. Il est fait chevalier de la Légion d'honneur.
Il meurt à Hendaye en 1856, année qui vit la fin de la guerre de course.
À Hendaye, une stèle sur la rue Belcénia commémore le personnage. Chaque année, au mois de janvier, Hendaye rend hommage à Saint Vincent de Xaintes, patron de la ville, lors de la fête de Bixintxo. À cette occasion, les enfants, déguisés en corsaires, ouvrent les festivités en célébrant le retour d'Étienne Pellot, dernier corsaire basque d'Hendaye, par un défilé dans les rues de la ville. Il est du reste tenu pour le dernier corsaire français.